# Aeginetia pedunculata
Aeginetia pedunculata är en snyltrotsväxtart som först beskrevs av Roxburgh, och fick sitt nu gällande namn av Carl Karl Friedrich Wilhelm Wallroth. Aeginetia pedunculata ingår i släktet Aeginetia och familjen snyltrotsväxter. Inga underarter finns listade i Catalogue of Life.